# Kollauteich
Der Kollauteich ist ein ca. 0,63 Hektar großer Teich bzw. Rückhaltebecken in Hamburg-Schnelsen in der Nähe der A7. Er liegt in den Vielohwiesen. Er ist ein Rest des "Düwelsmoors" (hochdt. Teufelsmoor), einem morastigen See, der schon im Mittelalter austrocknete. Ein weiteres Überbleibsel dieses Sees ist der Teufelssee am Bönningstedter Weg, der mittlerweile aber künstlich verändert wurde.
Seit 2011 wird die Kollau am Kollauteich vorbeigeleitet, damit der Bachlauf nicht unterbrochen wird. Bei Hochwasser, wenn die Kollau über ihre Ufer tritt dient der Teich als Rückhaltebecken für die Kollau.

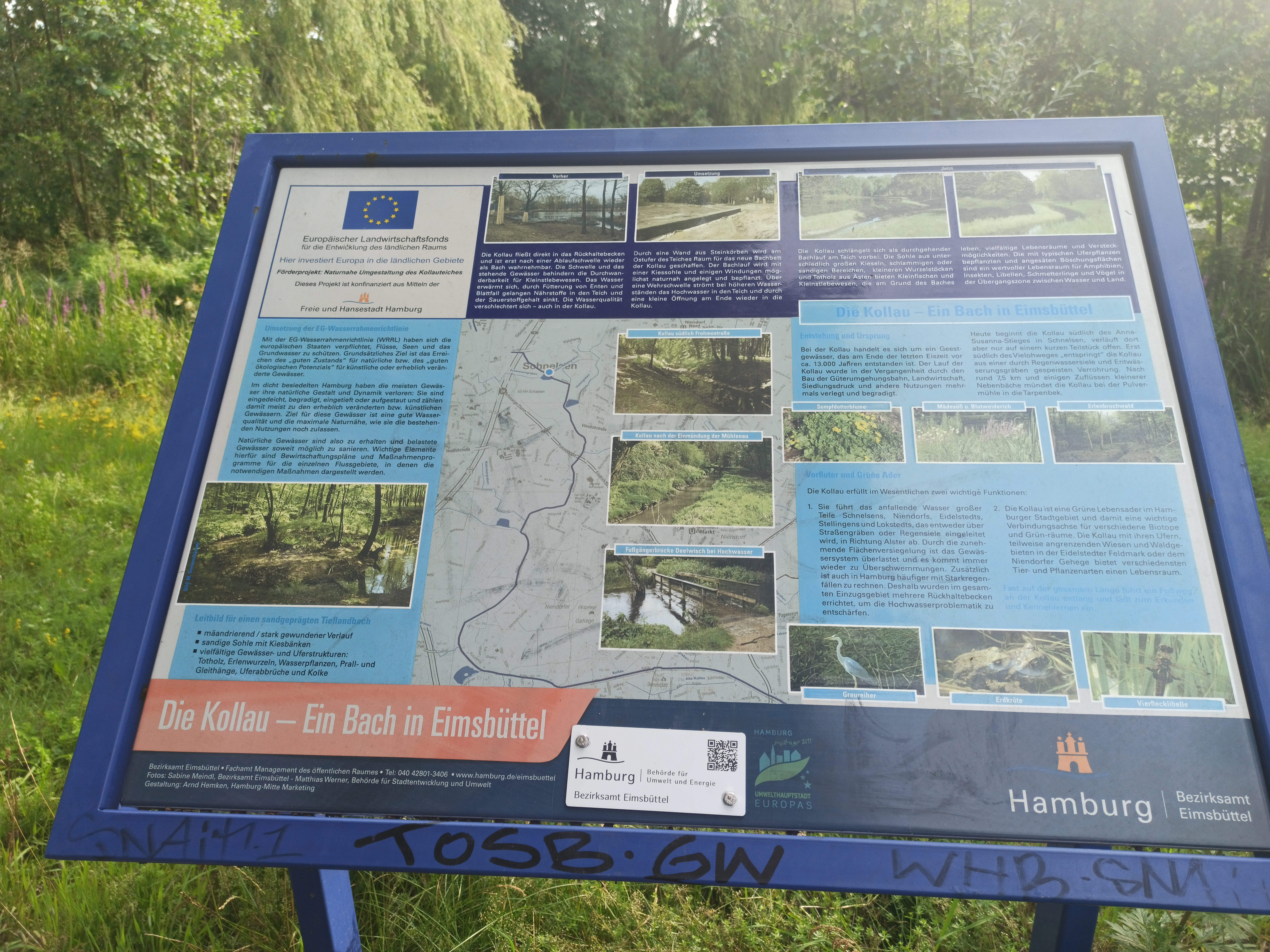
Infoschild über die Kollau und den Kollauteich

Der Kollauteich wird irrtümlicherweise häufig als Quelle der Kollau behandelt. Dies ist jedoch nicht korrekt, da die Kollau bereits ca. 450 Meter bis zum Kollauteich verläuft und am Quellteich am Vielohweg auf der anderen Seite der A7 entspringt.
Der einzige Zufluss des Kollauteiches ist der Dübwischgraben, der offiziell gesehen ein Nebenfluss der Kollau ist. Dies ist darauf zurückzuführen, dass der Kollauteich als Rückhaltebecken der Kollau zeitweise mit ihr verbunden ist und dadurch ein Wasseraustausch stattfindet.